# Газпром бурение
ООО «Газпром бурение» — российская компания. Штаб-квартира компании расположена в Москве.

## История
Компания образована в 1997 году путём выделения буровых подразделений из структуры «Газпрома» в самостоятельный бизнес и до 2011 года функционировала как дочернее общество газовой монополии.
ООО «Газпром бурение» присутствует практически во всех регионах России: от Калининградской области на западе, где строит ПХГ ОАО «Подзембургаз», входящее в структуру компании, до Камчатки на востоке, от Краснодарского края и Астраханской области до регионов Крайнего Севера — Надым-Пур-Тазовского района, полуострова Ямал и Республики Коми.
Сто процентов компании в марте 2011 года были проданы «Газпромом» на торгах за 4,05 млрд руб. (начальная цена составляла 4,0 млрд руб.) структурам Аркадия Ротенберга. Эксперты оценивали истинную стоимость данного актива в значительно бо́льшую сумму. С момента приватизации непосредственными владельцами долей ООО были компании, зарегистрированные на Кипре, а затем на Сент-Люсии.
До осени 2014 года 100 % компании принадлежало структурам предпринимателя Аркадия Ротенберга. В октябре 2014 года стало известно, что он продал компанию своему сыну Игорю Ротенбергу.
Генеральный директор компании с 20 июля 2016 года — Дамир Валеев.
Выручка «Газпром бурения» в 2016 году составила 64 млрд рублей.
В январе 2018 компания деоффшоризировалась и назвала своих реальных владельцев, которыми оказались Игорь Ротенберг (78,71 %), Борис Ротенберг (16,29 %) и Александр Замятин (5 %). Впрочем СМИ и до этого называли Игоря Ротенберга реальным владельцем компании.

## Деятельность
Компания специализируется на бурении поисково-разведочных и эксплуатационных (в том числе наклонно направленных и горизонтальных) газовых и нефтяных скважин, а также нефтесервисных услугах, таких как ремонт скважин, интенсификация притока углеводородов (в том числе гидроразрыв пласта). По информации газеты «Ведомости», на 2011 год компания «„преимущественно“ работает по годовым договорам с „Газпромом“». При этом большая часть оборудования компании устарела, а 29 современных буровых установок арендованы у «Газпрома».
В контрактный сезон 2011/12 компания «Газпром бурение» впервые входила как независимый игрок.
В состав компании входят пять производственных филиалов: «Уренгой бурение», «Краснодар бурение», «Астрахань бурение», «Ухта бурение», «Оренбург бурение», а также четыре дочерних организации: ООО «Центр горизонтального бурения», ООО «Центр цементирования скважин», ОАО «Подзембургаз», ООО «Управление технологического транспорта и специальной техники — Бурсервис».
Парк буровых установок насчитывает 158 установок для бурения, освоения и капитального ремонта скважин, из них 75 % с электроприводом главных механизмов, 28 % оснащены системой верхнего привода (СВП), 23 % оснащены регулируемыми приводами главных механизмов.
В 2012 году были введены в эксплуатацию 16 буровых установок, включая Bentec HR-5000 AC, станки российского производства БУ-5000/320 ЭК-БМ (Ч) и БУ-3000/200 ЭК-БМ (Ч), а также китайские установки ZJ-30. В процессе поставки находится восемь установок, а пять станков было модернизировано. Всего за три года были приобретены 24 буровые установки нового поколения.
Наиболее высокотехнологичным проектом, в котором ООО «Газпром бурение» участвовала в качестве подрядчика по строительству скважин, можно назвать бурение глубоких эксплуатационных скважин ERD (Extended reach drilling) Термокарстового нефтегазоконденсатного месторождения в Ямало-Ненецком автономном округе для ЗАО «Тернефтегаз» (совместное предприятие ОАО «НОВАТЭК» и концерна «Тоталь»). В течение шести месяцев с начала реализации проекта ООО «Газпром бурение» закончило строительство четырёх глубоких эксплуатационных скважин с большим отходом от вертикали. Одна из них стала рекордной для компании: пробурена ERD скважина глубиной 5240 м с отходом от вертикали 3603 м и открытым горизонтальным участком 2024 м.
В 2014 году ООО «Газпром бурение» получило подтверждение о прохождении предквалификации в крупнейшей нефтяной компании мира Saudi Aramco.
4 сентября 2020 года в Арбитражный суд Москвы поступило заявление о признании должника банкротом (дело № А40-161824/2020), однако компания попала под мораторий на возбуждение дел о банкротстве, что было признано Арбитражным судом города Москвы.
В 2021 году компания заняла 123 место в списке журнала Forbes «200 крупнейших частных компаний России» с выручкой 92,8 млрд рублей.
Рейтинговое агентство «Эксперт РА» в 2025 году присвоило компании рейтинговую оценку ruAA- со стабильным прогнозом.